# 西卫滩
7°53′00″N 110°00′00″E / 7.88333°N 110.00000°E
西卫滩，位于万安滩东北方，广雅滩西南部，由珊瑚礁及珊瑚沙组成，属水下礁滩。

## 历史
- 1935年中国的公布名称为比邻康索滩。
- 1947年和1983年中国的公布名称为西卫滩。有外文图书称其为Prince Consort Bank[1]。
- 越南方面稱之為 Bãi Phúc Nguyên （福源灘），以紀念广南国阮主阮福源。

## 地质地形
该滩呈南一北走向，长29.51km，宽16.59km，平均水深56.93m，西北边缘较浅，最淺18.3m。

## 地理坐标
北纬7度52分，东经109度58分海域内